# Општина Гура Ваиј (Бакау)
Гура Ваиј (рум. Gura Văii) општина је у Румунији у округу Бакау.
Oпштина се налази на надморској висини од 214 m.